# 奧地利—烏克蘭關係

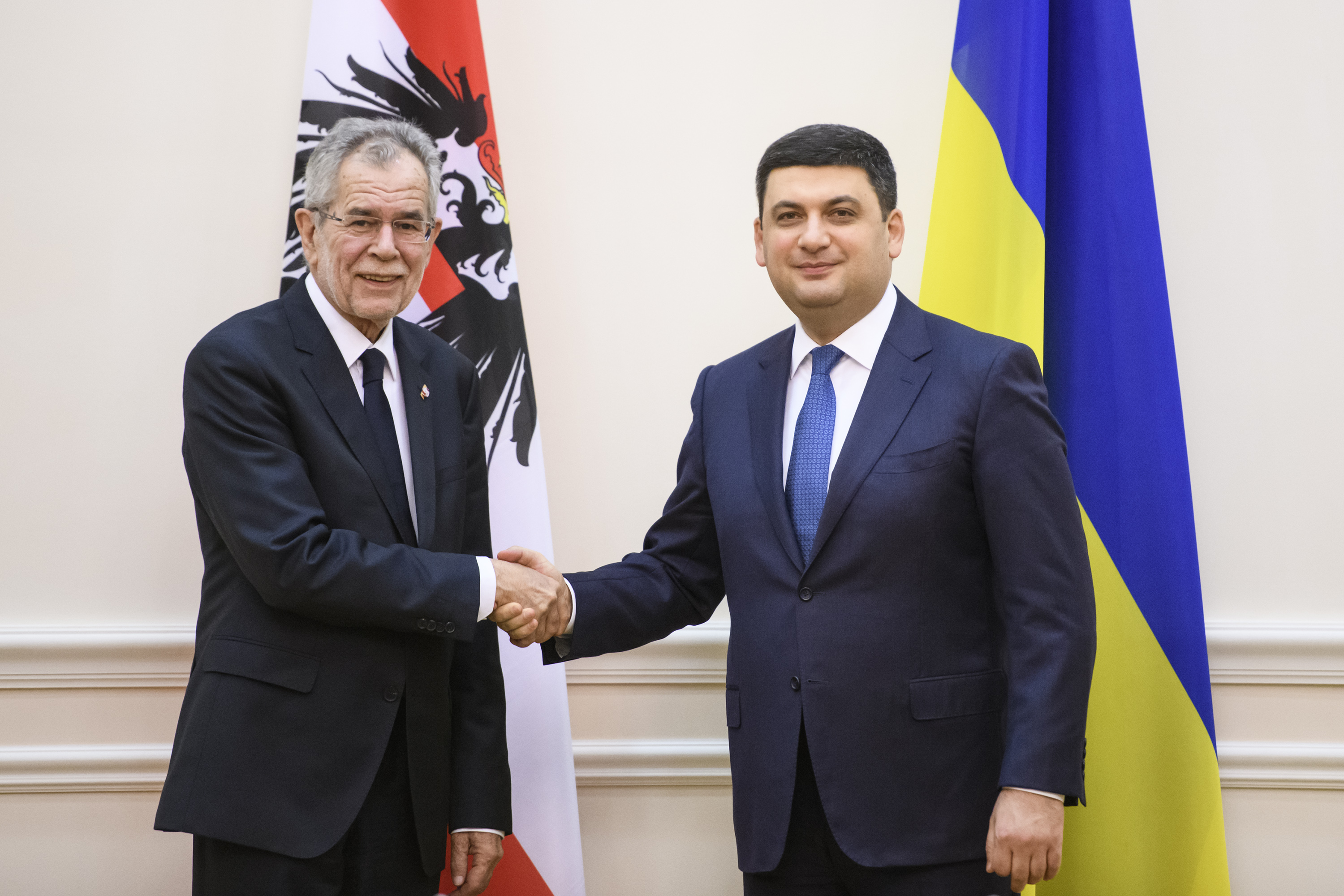
弗拉基米爾·格羅伊斯曼與奧地利共和國聯邦總統亞歷山大·范德貝倫（2018年）

奧地利－烏克蘭關係（德語：Österreich-Ukraine Beziehungen），是指奥地利與烏克蘭的關係。兩國在1992年建交。两国均为歐洲安全與合作組織的成员国，雙方簽訂了1918年訂立的《布列斯特-立托夫斯克條約》，為他們的第一份國際條約。
歷史上，烏克蘭西部大部分地區（加利西亞、喀爾巴阡魯塞尼亞和北布科維納）是奥匈帝國的一部分，包括：利沃夫州、伊萬諾-弗蘭科夫斯克州、捷爾諾波爾州、切爾諾夫策州和扎卡爾帕蒂亞州。在第一次世界大戰期間，烏克蘭被同盟國軍隊（包括奧地利軍隊）占領，逐出了布爾什維克派人。
奥地利在烏克蘭基輔設有大使館和3個名譽領事館（頓涅兹克、哈爾科夫和利沃夫）。烏克蘭在奧地利維也納設有大使馆和2個名譽領事館（克拉根福和薩爾兹堡）。
1998年10月，烏克蘭總統列昂尼德·庫奇馬到奥地利進行國事訪問。 2000年5月，奥地利總統托馬斯·克萊斯蒂爾到烏克蘭進行國事訪問。
在2022年俄罗斯入侵乌克兰期间，奧地利總理卡爾·內哈默譴責俄羅斯的襲擊，並宣佈奧地利聲援烏克蘭。

## 外部鏈接
- 奥地利外交部：与烏克蘭雙邊條約列表（只有德文） （页面存档备份，存于）
- 奥地利駐基輔大使館（只有德語和烏克蘭語） Archive.today的存檔，存档日期2012-08-01
- 烏克蘭駐維也納大使館